# Adrijana Lekaj
Adrijana Lekaj (ur. 29 czerwca 1995 w Karlovacu) – chorwacko-kosowska tenisistka, reprezentantka Kosowa w Pucharze Billie Jean King.

## Kariera tenisowa
W karierze wygrała dwa turnieje singlowe i osiem deblowych rangi ITF. 15 czerwca 2015 zajmowała najwyższe miejsce w rankingu singlowym WTA Tour – 325. pozycję, natomiast 10 sierpnia 2015 osiągnęła najwyższą lokatę w deblu – 321. miejsce.
Jako juniorka osiągnęła ćwierćfinał w grze podwójnej dziewcząt podczas French Open 2013.
W 2021 roku po raz pierwszy reprezentowała Kosowo w zmaganiach o Puchar Billie Jean King.
W rozgrywkach WTA rywalizuje pod flagą Chorwacji , natomiast w zawodach organizowanych przez ITF występuje pod flagą Kosowa .

## Wygrane turnieje rangi ITF
| turnieje z pulą nagród 100 000 $ |
| turnieje z pulą nagród 80 000 $  |
| turnieje z pulą nagród 60 000 $  |
| turnieje z pulą nagród 40 000 $  |
| turnieje z pulą nagród 25 000 $  |
| turnieje z pulą nagród 15 000 $  |
| turnieje z pulą nagród 10 000 $  |

### Gra pojedyncza
|    | Data       | Turniej         | Naw.    | Przeciwniczka     | Wynik            |
| 1. | 03/03/2013 | Szarm el-Szejk  | Twarda  | Vanesa Furlanetto | 4:6, 7:6(8), 6:1 |
| 2. | 28/07/2013 | Bad Waltersdorf | Ceglana | Yvonne Neuwirth   | 6:2, 6:4         |

### Gra podwójna
|    | Data       | Turniej    | Naw.          | Partnerka          | Przeciwniczki                        | Wynik             |
| 1. | 13/09/2013 | Lleida     | Ceglana       | Alona Tarasowa     | Tatiana Búa Lucía Cervera Vázquez    | 6:3, 6:4          |
| 2. | 06/06/2014 | Budapeszt  | Ceglana       | Sofía Blanco       | Zuzana Luknárová Jewgienija Paszkowa | 7:6(5), 6:3       |
| 3. | 22/08/2014 | Vinkovci   | Ceglana       | Jana Fett          | Lilla Barzó Ágnes Bukta              | 6:3, 7:5          |
| 4. | 29/08/2014 | Pörtschach | Ceglana       | Silvia Njirić      | Zuzana Luknárová Karin Morgošová     | 6:1, 6:7(5), 10–4 |
| 5. | 26/12/2014 | Stambuł    | Twarda (hala) | Jana Fett          | Ayla Aksu İpek Soylu                 | 6:3, 6:4          |
| 6. | 06/09/2015 | Bol        | Ceglana       | Silvia Njirić      | Anna Bondár Rebeka Stolmár           | 6:4, 7:5          |
| 7. | 11/12/2015 | Urtijëi    | Twarda (hala) | Deborah Chiesa     | Chiara Grimm Nina Stadler            | 6:1, 6:3          |
| 8. | 15/06/2018 | Maribor    | Ceglana       | Michaela Bayerlová | Irina Ramialison Constance Sibille   | 7:6(2), 7:5       |